# API密鑰
应用程序编程接口（API）密钥是一種加密字符串，用於识别正在调用相应 API 的站外应用以及網站，而用戶在這些站外應用以及網站上可能沒有賬號。API密鑰主要確認一个站外项目是否有資格調用站內的API。